# Lista de membros da Royal Society eleitos em 1897
Lista de Membros da Royal Society eleitos em 1897.

## Fellows of the Royal Society (FRS)
1. Robert Bell (1841-1917)
2. William Henry Broadbent (1835-1907)
3. Charles Chree[2] (1860-1928)
4. Henry John Elwes (1846-1922)
5. John Scott Haldane[3] (1860-1936)
6. William Aitcheson Haswell (1854-1925)
7. Thomas George Bond Howes[4] (1853-1905)
8. Frederic Stanley Kipping[5] (1863-1949)
9. George Ballard Mathews[6] (1861-1922)
10. George Robert Milne Murray (1858-1911)
11. Francis Henry Neville (1847-1915)
12. Henry Alleyne Nicholson[7] (1844-1899)
13. Wilhelm Pfeffer (1845-1920)
14. John Millar Thomson[8] (1849-1933)
15. Frederick Thomas Trouton[9] (1863-1922)
16. Herbert Hall Turner (1861-1930)

## Foreign Members (ForMemRS)
1. Emile Hilaire Amagat (1841-1915)
2. Ferdinand Julius Cohn (1828-1898)
3. Josiah Willard Gibbs (1839-1903)
4. Rudolf Heidenhain (1834-1897)
5. Jacobus Henricus van 't Hoff (1852-1911) Nobel laureate
6. Robert Koch (1843-1910)
7. Henri de Lacaze-Duthiers (1821-1901)
8. Johannes Wislicenus (1835-1902)
9. Ferdinand Zirkel (1838-1912)